# Riksvei 2
Der Riksvei 2 (Rv 2; nynorsk: Riksveg 2 – Reichsstraße 2) ist eine norwegische Fernverkehrsstraße. Die Straße läuft über 132,8 Kilometer in der Provinz Innlandet von Elverum dem Fluss Glomma folgend über Kongsvinger zur Grenze zwischen Norwegen und Schweden in Morokullen, an der sie in den schwedischen Riksväg 61 übergeht.

## Strecke

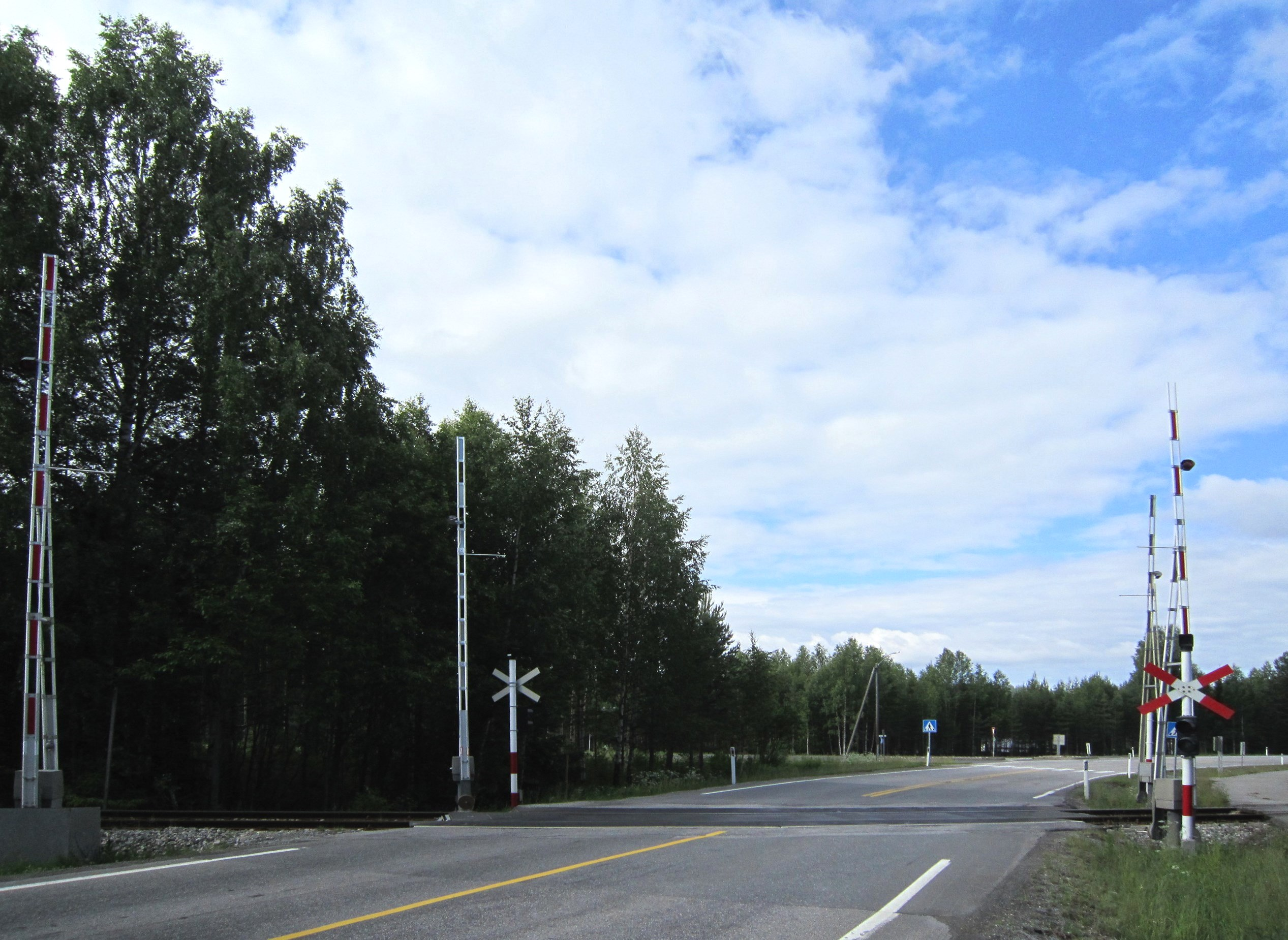
Bahnkreuzung mit Solørbanen

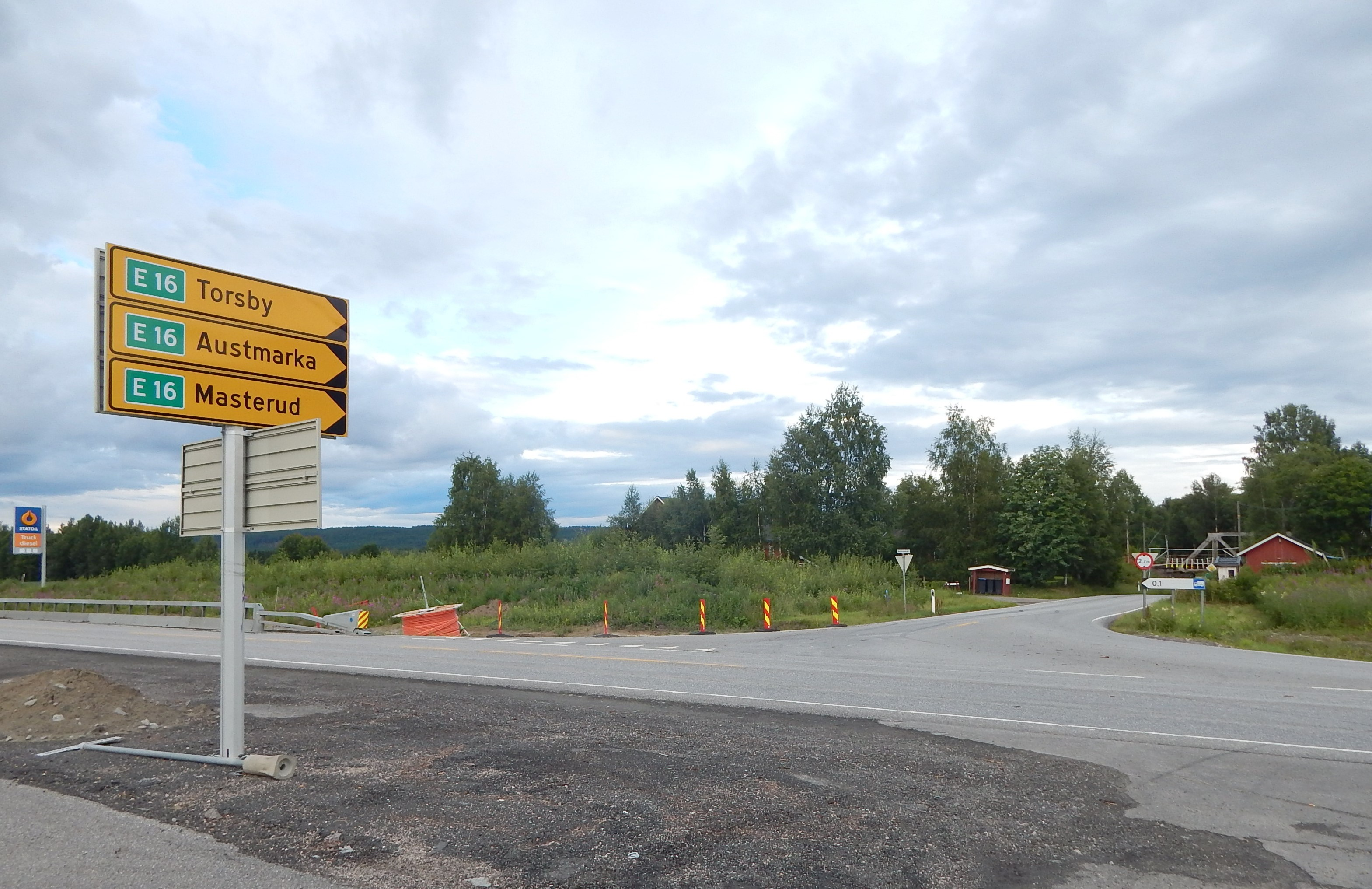
Kreuzung mit der E 16 bei Kongsvinger

Die Straße beginnt an einem Kreisverkehr mit dem Riksvei 25 in Elverum und folgt dem Fluss Glomma und der Bahnstrecke Solørbanen nach Südosten durch die Gemeinden Våler und Åsnes (mit dem Verwaltungssitz Flisa) und Grue nach Kongsvinger. Dort trifft sie auf die Europastraße 16 (Europavei 16). Südlich von Kongsvinger wird die Gemeinde Eidskog erreicht, durch die die Straße über Skotterud und an Magnor mit seiner Glasfabrik vorbei zur Grenze zu Schweden führt.

## Geschichte
Der Riksvei 2 besteht mit seinem derzeitigen Verlauf erst seit dem September 2012. Zuvor trug nur der Abschnitt von der Grenze zu Schweden bis Kongsvinger diese Bezeichnung und der Rv 2 setzte sich auf der Trasse der heutigen Europastraße 16 bis Kløfta fort, während der nördliche Abschnitt von Kongsvinger bis Elverum die Bezeichnung Riksvei 20 trug.